# Koh-i-Noor

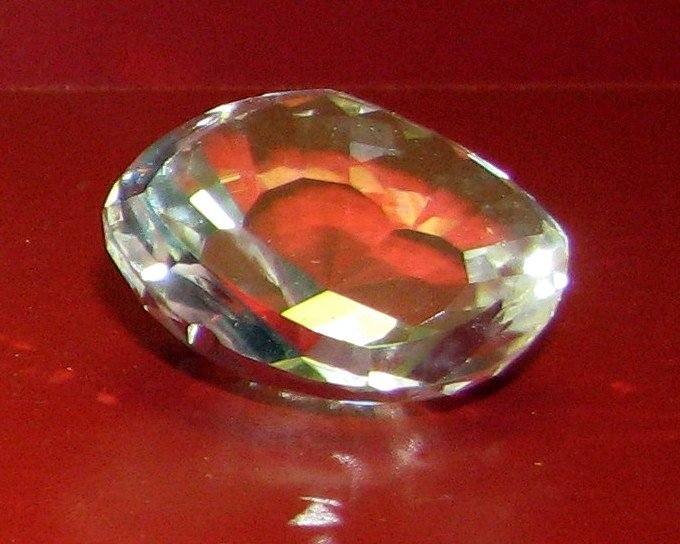
Een glazen replica van de Koh-i-Noor vóór 1852

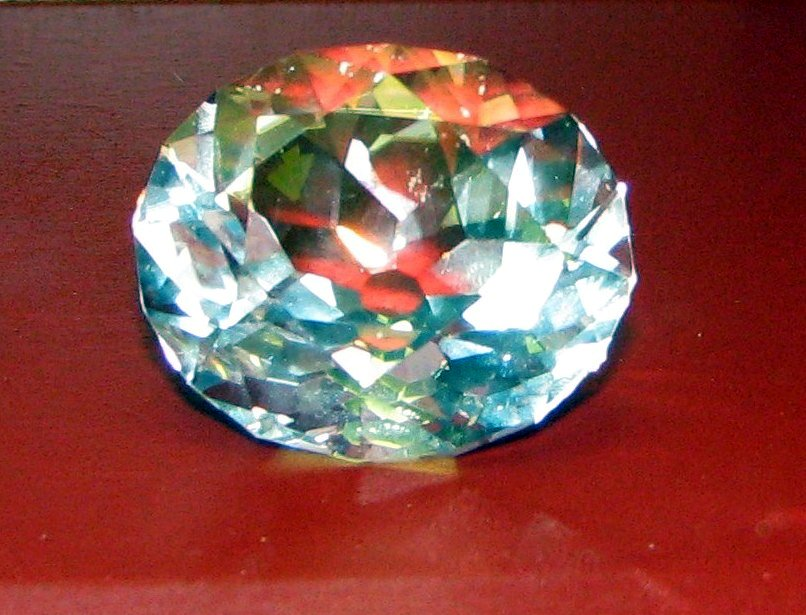
Een glazen replica van de herslepen Koh-i-Noor

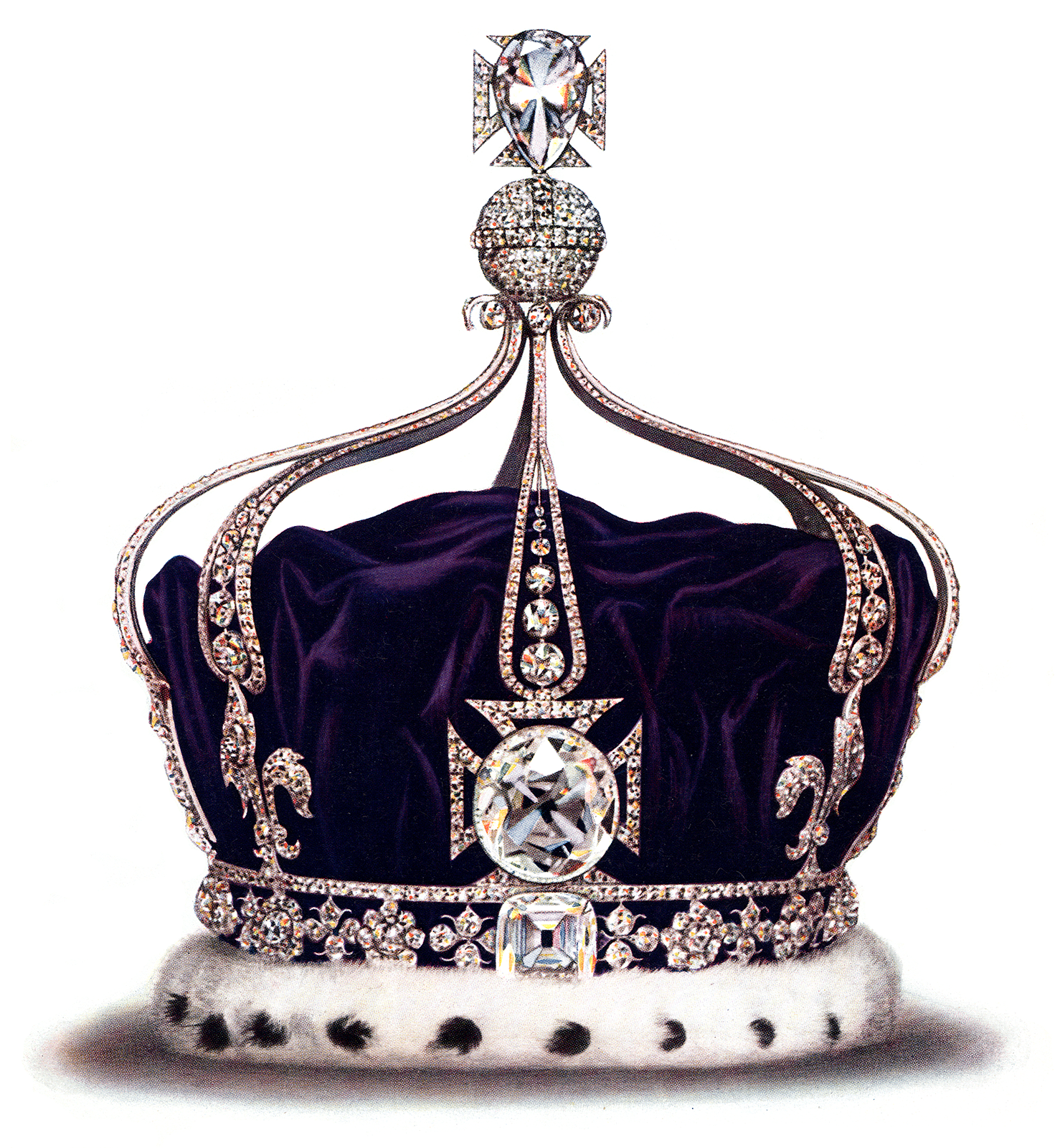
De Koh-i-Noor vooraan op het kruis van dit kroonjuweel, Tower of London

De Koh-i-Noor of Kohinoor is een diamant van 109 karaat afkomstig uit India. De diamant kwam in het bezit van koningin Victoria en is een van de kroonjuwelen van het Verenigd Koninkrijk.
Net als bij zoveel juwelen bestaan er ook over de Koh-i-Noor verschillende legenden. Deze steen zou ongeluk brengen over elke man die de steen bezit of draagt. In Groot-Brittannië werd de steen sinds hij in het bezit van koningin Victoria kwam alleen door koninginnen gedragen. Volgens een andere legende zou elke dag in de wereld een rijkdom geschapen worden die overeenkomt met de waarde van de steen.

## Geschiedenis
Deze Koh-i-Noor heeft een rijke geschiedenis. De diamant is afkomstig uit een mijn bij het dorp Kollur in Andhra Pradesh. Hij was tot de 14e eeuw in het bezit van de radja's van de Kakatiyadynastie in Warangal. Toen Warangal in 1323 door de sultan van Delhi werd veroverd, was de Koh-i-Noor deel van de oorlogsbuit. De diamant bleef in het bezit van de sultans van Delhi, om ten slotte in 1526, samen met andere juwelen zoals de Agra-diamant, in handen van de eerste Mogolkeizer, Babur, te vallen. Babur schreef dat de steen aan een radja van Malwa had behoord, om in 1296 te worden buit gemaakt door sultan Alauddin Khalji. Omdat Babur dit twee eeuwen na dato schreef is het mogelijk dat hij Warangal met Malwa verwarde of historisch onjuiste legendes opschreef. Babur dacht dat de waarde van de steen voldoende was om de hele wereld twee en een halve dag van eten te voorzien.
De Koh-i-Noor bleef in het bezit van de Mogolkeizers. Shah Jahan liet hem in de beroemde pauwentroon zetten. In de nadagen van het Mogolrijk wist de Perzische veldheer Nadir Sjah in 1739 Delhi in te nemen en keizer Muhammad Shah gevangen te nemen. Hij kwam volgens de overlevering op slinkse wijze in het bezit van de grote steen. Nadir Shah stelde voor om van tulband te wisselen met de Mogolkeizer, die de diamant daarin had verstopt. Toen Nadir Shah de bijzondere edelsteen ontdekte, riep hij uit: Koh-i-noor! (Perzisch voor "berg van licht").
Nadir Shah bracht de edelsteen naar Perzië, Nadat Nadir Shah was vermoord en zijn rijk in 1747 instortte, viel de Koh-i-Noor in handen van zijn kleinzoon, die het in 1751 aan Ahmad Shah Durrani  de oprichter van het Afghaanse rijk  gaf in ruil voor zijn steun .
De laatste eigenaar van de diamant was Afghaanse koning Shah Shuja Durrani, die met Mahmud Shah Durrani tussen 1801 en 1809 om de Afghaanse troon streed. In 1809 vluchtte hij met de Koh-i-Noor naar Punjab, waar hij gevangengenomen werd door de soldaten van sikh-maharadja Ranjit Singh. Shah Shujah kocht zich vrij door de maharadja de diamant te geven. Deze zou de Koh-i-Noor geregeld in zijn tulband dragen. In zijn testament droeg de maharadja de diamant over aan de Jagannathtempel in Puri, een van de belangrijkste hindoetempels van India. Zijn opvolgers besloten echter anders en de edelsteen bleef in Punjab.
Toen de Britse East India Company in 1849 het Sikhrijk innam werd de laatste sikh-keizer, Dalip Singh, gevangengenomen. De Britten stalen de Koh-i-Noor om aan koningin Victoria te schenken. Om de brilliance van de edelsteen te benadrukken, werd in 1852 besloten de steen te herslijpen bij Coster Diamonds. Het formaat werd hierdoor teruggebracht van 186 karaat tot het hedendaagse 108,93 karaat. 

## Rechtmatige eigenaar
In latere tijden is er discussie ontstaan over de eigendom van de Koh-i-Noor. Verschillende landen, waaronder India en Pakistan, beweren recht te hebben op de edelsteen. De regering van India dringt al lang aan om de diamant terug te laten keren naar het land van herkomst. De diamant is nog steeds in het bezit van het Britse koningshuis. Sinds 1937 zit de Koh-i-Noor op de voorkant van de Britse kroon.